# Lichtenštejnova chata na Sněžníku
Lichtenštejnova chata na Sněžníku (německý název Liechtensteinschutzhaus nebo Fürst Johann Liechtenstein Schutzhaus) se nacházela v nadmořské výšce 1375 m n. m., na jihovýchodním svahu Králického Sněžníku. Stavba byla začátkem 70. let 20. století zbořena, v současnosti zde spatříme pouze její základy.

## Historie

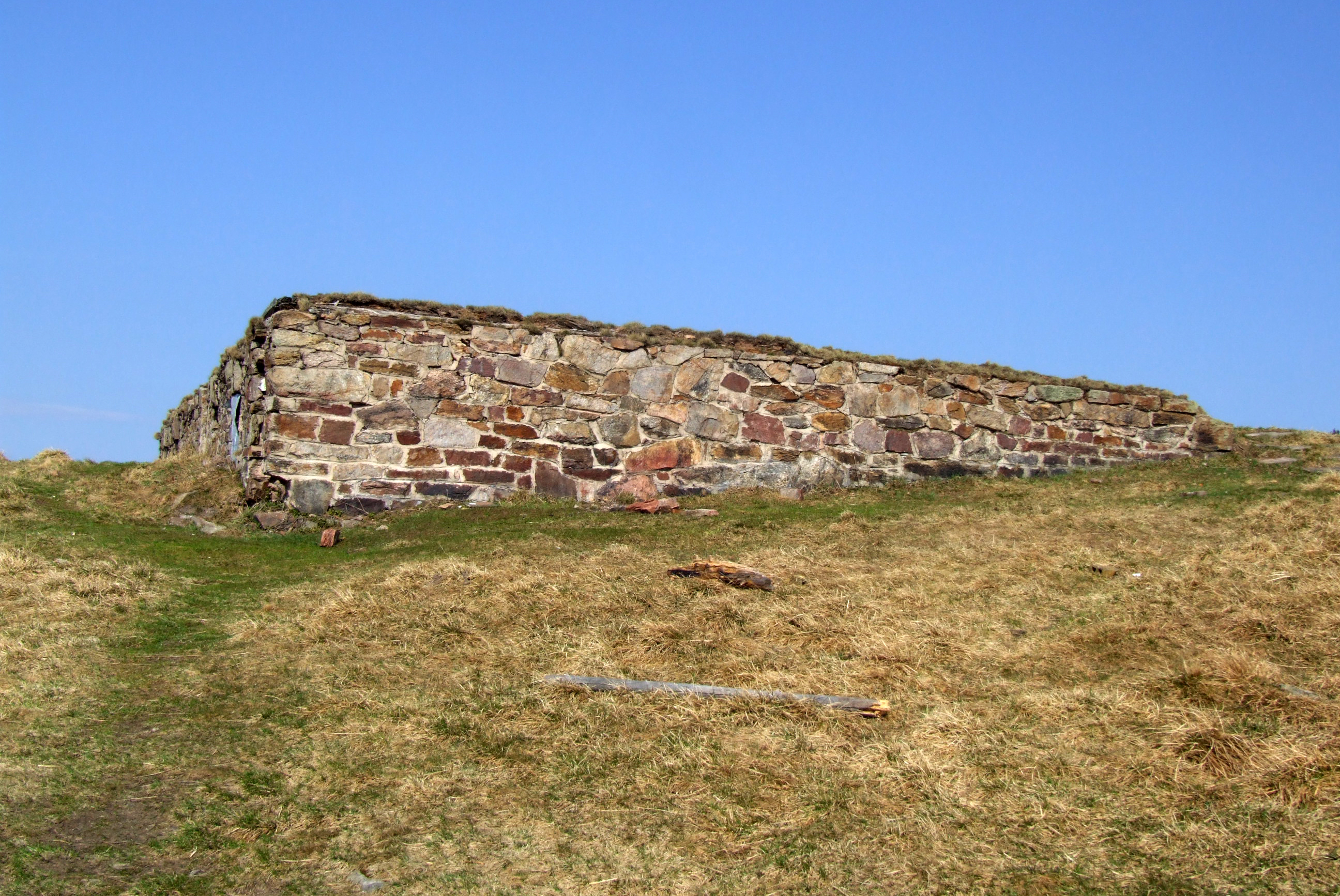
Zbytky základů Lichtenštejnovy chaty pod vrcholem Králického Sněžníku

V roce 1907 inicioval Moravskoslezský sudetský horský spolek, zkráceně MSSGV (německý název Mährisch-Schlesischer Sudetengebirgsverein)
výstavbu horské chaty na jihovýchodním svahu Králického Sněžníku ve výši 1375 m n. m.
Pozemek pro výstavbu chaty poskytl kníže Lichtenštejn a to za symbolické nájemné. Základní kámen stavby byl položen v létě roku 1908, avšak samotná výstavba začala na jaře roku 1909. Z nedostatku finančních prostředků Staroměstské sekce MSSGV, nebyla výstavba horské chaty příliš snadná. Finanční pomoc při stavbě poskytovali zejména místní mecenáši MSSGV a také veřejné sbírky, neboť stavba horské chaty byla mezi lidmi populární. Dne 21. července roku 1912 byla chata za přítomnosti hostů slavnostně otevřena, ve své době nesla jméno knížete Lichtenštejna (německý název Liechtensteinschutzhaus nebo Fürst Johann Liechtenstein Schutzhaus).
Chata byla postavena ze dřeva na základním půdorysu 22 × 12 m, její výška dosahovala 15 m. Směrem k vrcholu hory, na severozápadní straně, byla kryta vápennou omítkou. V přízemí se nacházela jídelna, také dva pokoje pro vzácné hosty. V prvním patře bylo pokojů 11, v podkroví pak velká noclehárna. Teplo v pokojích zajišťovala kachlová kamna, chata byla v provozu po celý rok. Jako zdroj vody posloužil a to až do roku 1934 pramen řeky Moravy, později byla vybudována studna. Světlo zajišťovaly svíčky a petrolejové lampy. Ubytovací kapacita chaty činila cca 60 až 70 osob.
Během první světové války musela být chata uzavřena a to zejména kvůli úbytku turistů. Po první světové válce se zde vystřídalo několik nájemců. Mezi nejvýznamnější patří příchod manželů Gutwinských ze Šumperka, kdy začal na Lichtenštejnově chatě opět rozkvétat turismus. Dr. Oskar Gutwinski byl nejslavnějším předválečným horalem a lyžařským průkopníkem, který působil zejména v Jeseníkách. Lichtenštejnovu chatu s manželkou přeměnili na prvotřídní horský hotel.
Po smrti manžela v roce 1932 vedla nadále chatu jeho manželka Adéla. Roku 1937 byla nájemní smlouva s MSSGV ukončena.

### Historie po druhé světové válce

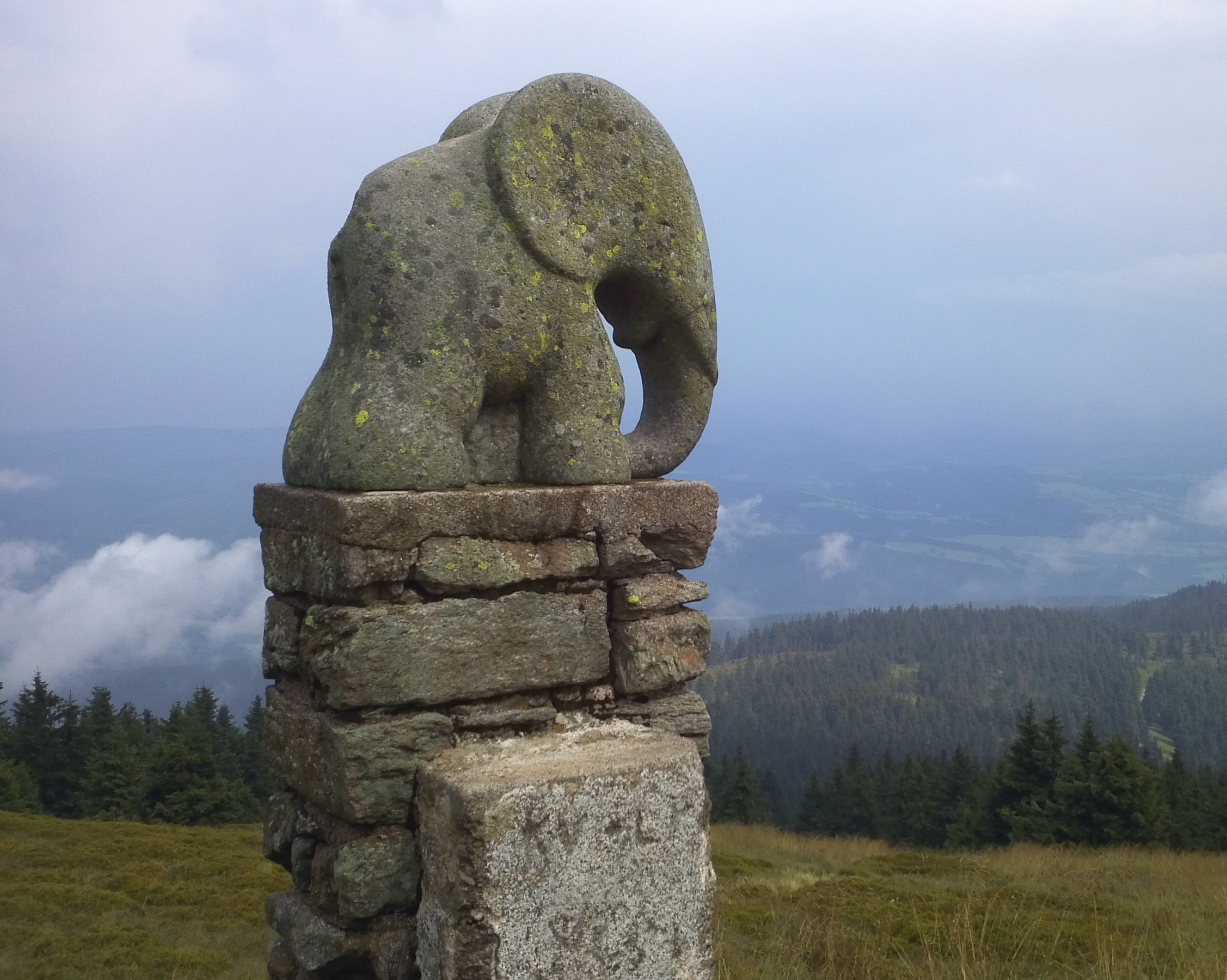
Soška slůněte z roku 1932 u bývalé Lichtenštejnovy chaty

Po druhé světové válce se chata ocitla na československé straně hranice a opět se zde vystřídalo několik nájemců. Prvním nájemcem české národní správy byl p. Slávek Chlup, který zde působil do konce 40. let 20. století. Po skončení národní správy v letech 1956 až 1960 chatu spravoval národní podnik Restaurace a jídelny (RaJ) Šumperk se sídlem v Jeseníku, od roku 1960 pak Restaurace a jídelny Ústí nad Orlicí
a to až do roku 1971, kdy byla chata z důvodu špatného technického stavu zbořena. O dva roky později, potkal stejný osud i kamennou rozhlednu na vrcholu Králického Sněžníku.

### Likvidace suti
Po zbourání chaty zbyla na místě skládka suti, která na svou likvidaci čekala padesát let. V roce 2021 Správa CHKO Jeseníky zorganizovala převoz 400 tun suti z vrcholu hory nejprve vrtulníkem, protože do chráněného území nemůže vjet těžká technika, z místa překládky, které už stojí mimo rezervaci zhruba 1,5 km od místa, kde chata stávala, poté nákladními auty. Odvoz se týkal betonu, dřeva, železa i eternitu s azbestem. Likvidace suti měla rozpočet asi 11 miliónů Kč, podílela se na ní také Evropská unie. Z místa, odkud byla suť odvážena, ochranáři také raději přesadili vzácné rostliny.
V současné době lze pod vrcholem Králického Sněžníku spatřit pouze zbytky základů Lichtenštejnovy chaty a sošku slůněte. Jediným dochovaným objektem v blízkosti vrcholu hory je Schronisko PTTK „Na Śnieżniku“, nacházející se na polské straně hranice.